# Киселёв, Сергей Леонидович
Серге́й Леони́дович Киселёв (31 мая 1976, Ленинград, СССР) — российский футболист, выступавший на позиции защитника.

## Биография
Воспитанник петербургской «Смены». Профессиональную карьеру начал в 1995 году в Финляндии, в клубе второго дивизиона «К-Тим», за который провёл 6 матчей. В 1996 году вернулся в Петербург, где выступал до 2000 года за местный «Локомотив». С 2001 по 2004 год был игроком калининградской «Балтики». Также выступал за «Орёл», «Луховицы», брянское «Динамо» и «Север», в последнем и завершил профессиональную карьеру в 2009 году. После ухода из профессионального футбола ещё несколько лет играл за любительские клубы Санкт-Петербурга и Ленинградской области.
С 2010 года работает тренером в академии ФК «Зенит».

## Достижения
«Балтика»
- Победитель первенства ПФЛ (зона «Запад»): 2002